# Im Thurn

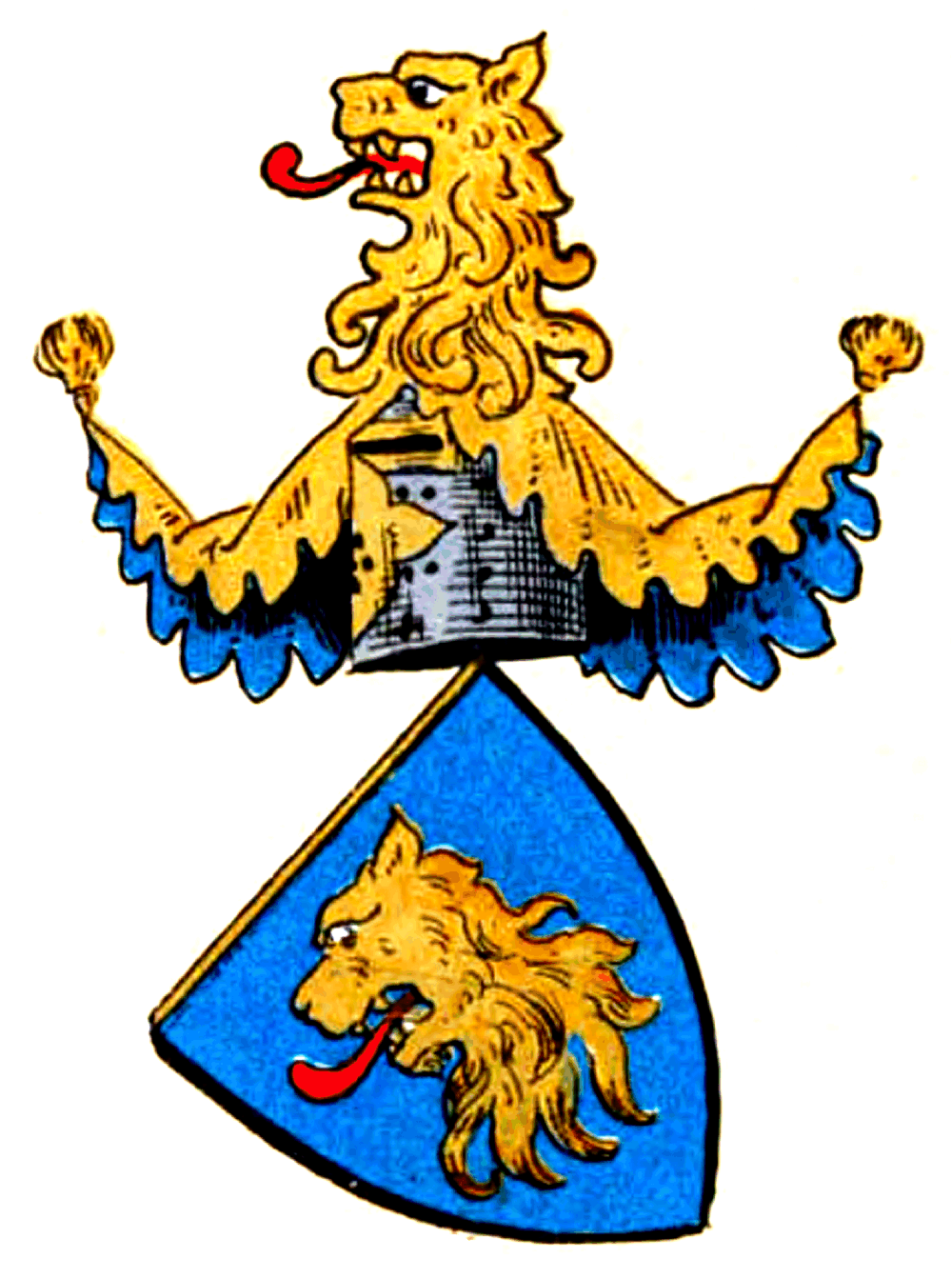
Wappen der Im Thurn

Im Thurn (auch: Im-Thurn oder Imthurn) ist der Name eines schweizerischen Adels- und Patriziergeschlechts der Stadt Schaffhausen im gleichnamigen Kanton.

## Geschichte
Erstmals erwähnt wurde die Familie im Jahr 1106, eine gesicherte Quelle nennt sie erstmals 1299.
Ursprünglich soll die Familie auf die Stammlinien der Brümsi (auch Brymsi) zurückzuführen sein, welche aus Maienfeld im Kanton Graubünden zugewandert sein soll.
Zahlreiche Nennungen in Urkunden nach 1300 bezeugen die große Verbreitung der Familie. In der Schlacht bei Sempach 1386 fielen Wilhelm (der Bannerträger der Schaffhauser) und Eberhard (Vater und Sohn) nebst vielen anderen aus Schaffhausen und Umgebung.
Ritter Wilhelm im Thurn (* 1390), Sohn Eberhards, wird in einer Urkunde aus dem Jahr 1409 genannt, welche den Kauf der Gutenburg bei Waldshut bezeugt. Die Burg blieb 32 Jahre im Besitz der Familie. Sie hatten Güter und Rechte in Ühlingen (1329), Dettighofen, Bettmaringen, und Jestetten. 1323 wird Hans Im Thurn Abt des Klosters Allerheiligen in Schaffhausen, er verstarb 1333. Wilhelm im Thurn, Ritter, Herr zu Gutenburg, vergab dem Kloster Allerheiligen etliche Stücke von seinem Grosszehnten zu Bachenbülach im Zürichgau 1394. Derselbe empfängt wieder etliche Lehen und Freiheiten von Graf Johann von Lupfen 1399. Er hatte zur Gemahlin erstlich Frau Anna, eine Freifrau von Uzingen (Ühlingen), die ihm einen Sohn namens Eberhard gebar; nach dieser nahm er Elisabetha Schnewelin Schnewlin von Landeck zur Frau. Margaretha im Thurn war 1418 Priorin des Klosters Berau, Clara im Thurn war Meisterin ebendort 1464 und 1774 wird Anna im Thurn als Meisterin genannt
In der Chronik des Ulrich Richental werden als Teilnehmer am Konstanzer Konzil (1414–1418) unter der Abteilung, Ritter und Knecht und edel Dienstlüt us Swaben: Wilhalm, Eberhart, in Turn, Ritter, genannt. Es finden sich zwei Wappenabbildungen in der Konstanzer Ausgabe, eines hat den Löwenkopf in rot mit blauer Zunge, ein zweites 3 rote übereinanderliegende Löwentatzen. Dieses findet sich -leicht abgewandelt- wieder im Ortswappen von Binningen, einer Nachbargemeinde von Thayngen. Es war ursprünglich das alte Wappen derer von Stoffeln.
Der Ingeram-Codex (um 1440) zeigt mit der Abbildung 133 das Wappen der Im Thurn (der Hilfsherold Ingeram hat dort die Beschriftung offensichtlich verwechselt mit dem Wappen derer vom Thurn), die Im Thurn waren damit Mitglied in der Turniergesellschaft im Leitbracken von Schwaben, einer Adelsgesellschaft.
Osterfingen wurde 1451 von den Grafen von Lupfen zu einem Lehen des Hans Wilhelm Im Thurn, Gerichtsherren von Jestetten, und nächstem Erbe derer von Randenburg.
1454 erhält er in einem Rechtsstreit mit den Grafen von Tengen als Erbe der Nellenburger vom Hofgericht die Herrschaft über die Landgrafschaft Nellenburg, Stockach, sowie Stadt und Schloss Eglisau zugesprochen, welche er aber freiwillig gegen Entschädigung an die Tengener übergibt.
1515 fällt in der Schlacht von Marignano Hans Im Thurn zur Haselstauden.

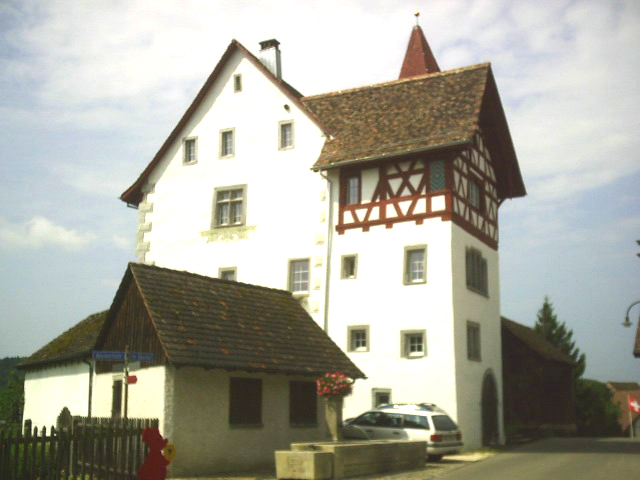
Schloss Thayngen, erbaut 1593 von Hans Im Thurn-Stokar

Beat Wilhelm im Thurn (* 1532), Sohn von Hans im Thurn zur Haselstauden, war bald  einziger männlicher Nachkomme der Familie Im Thurn. Er wurde zum Begründer einer Linie, die bis ins 19. Jahrhundert weiterführte. Unter seinen Nachkommen waren der Bannerherr, Landvogt, Stadtsäckelmeister und Schulherr Hans Im Thurn-Stokar. Er war verheiratet mit Margarethe Stokar (1544–1598), Tochter des Benedikt Stokar. Sie hatten fünf Söhne (Bat Wilhelm, Benedikt, Rüeger, Hans, Joachim) und drei Töchter (Ursula, Margarethe, Elisabeth). Hans Im Thurn-Stockar war Mitglied des kleinen Rats von Schaffhausen und Erbauer von Schloss Thayngen (1593). Er erwarb auch die Herrschaft über Altikon. In Schaffhausen bewohnte er das von ihm und seiner Frau 1567 erbaute Haus zum Süssen Winkel am Fronwagplatz. Hans Im Thurn-Stockar war ein Zeitgenosse und Freund des Chronikschreibers von Schaffhausen, Johann Jakob Rüeger.
Der Sohn Hans Im Thurn-Peyer, verheiratet mit Barbara Peyer zum Weinberg, war von 1632 bis 1648 Bürgermeister von Schaffhausen. Von ihm stammt ein beeindruckendes Zeugnis jener Tage: sein Tagebuch von 1590 bis 1648, aufbewahrt im Staatsarchiv Schaffhausen.
Major Heinrich Im Thurn (* 1621) starb 1659 bei einem Ehrenduell gengen den ebenfalls aus Schaffhausen stammenden Hauptmann Christoph Ziegler (1616–1661).
Eberhard Im Thurn war Vogt zu Büsingen, er wirkte entscheidend auf die Geschichte dieser Ortschaft. Bis zur Französischen Revolution waren die Im Thurn Vögte und Gerichtsherren zu Thayngen.
Leonhard Alexander Im Thurn war 1837 bis 1843 Bürgermeister von Schaffhausen und Tagsatzungsgesandter.
Johann Conrad im Thurn (1809–1882) wurde Kaufmann in England, brachte es zu Reichtum und stiftete der Stadt Schaffhausen das Theatergebäude Imthurneum, woraus sich das Stadttheater Schaffhausen entwickelte. Sein Sohn Sir Everard Im Thurn wurde ein Entdecker und Forscher und Gouverneur auf Fidschi.
Junker Johann Heinrich im Thurn († 1884) kaufte am 12. März 1867 das Schloss Kattenhorn. Er war ein versierter Landwirt und Winzer und schrieb viel Fachliteratur dazu. In Kattenhorn wollte er ebenfalls die Landwirtschaft und den Rebbau erneuern, hauptsächlich befasste er sich jedoch mit dem Umbau der ehemaligen Wasserburg.

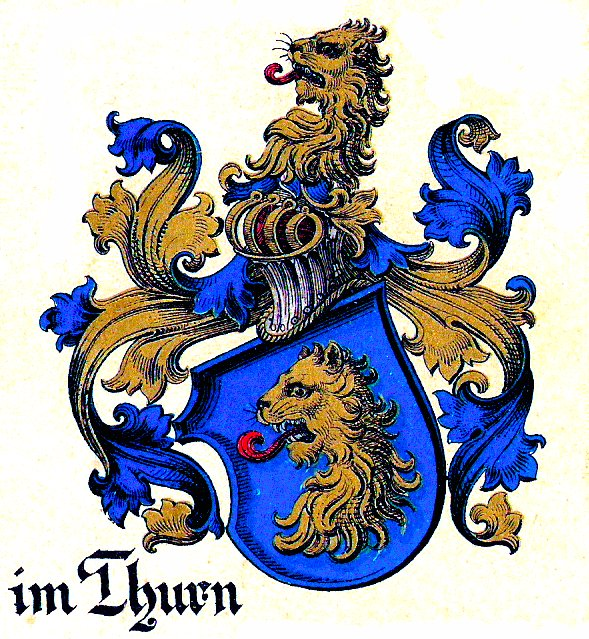
Wappen der Im Thurn

## Wappen
Das Wappen zeigt in Blau einen goldenen Löwenkopf. Auf dem Helm mit blau-goldenen Decken der Löwenkopf.

### Erhaltene Wappen
Zwei Wappenscheiben befinden sich im Victoria and Albert Museum